# Berggräsfågel
Berggräsfågel (Bradypterus centralis) är en nyligen urskild fågelart i familjen gräsfåglar inom ordningen tättingar.

## Utseende och läte
Berggräsfågeln är en långstjärtad och långnäbbad sångare med anspråkslös fjäderdräkt. Den är genomgående rostbrun med suddiga streck på bröstet. Sången inleds långsamt och tvekande med sträva, metalliska toner som ökar i hastighet, för att avslutas i en drill som skapas av att den slår ihop vingarna mycket snabbt. Det streckade bröstet skiljer den från rörsångare. Arten är mycket lik sumpgräsfågeln, men de delar knappt eller inte alls utbredningsområde och berggräsfågelns sång är mycket ljusare.

## Utbredning och systematik
Berggräsfågel delas in i tre underarter med följande utbredning:
- B. c. sudanensis – södra Sudan, västra Etiopien och nordöstra Uganda
- B. c. centralis – nordöstra och östra Demokratiska republiken Kongo, Rwanda och Burundi till sydvästra Uganda och nordvästra Tanzania
- B. c. elgonensis – östra Uganda till västra och centrala Kenya

Tidigare betraktades den som underart till sumpgräsfågel (B. baboecala).

## Levnadssätt
Berggräsfågeln hittas i våtmarksområden, framför allt vassbälten. Liksom andra arter i familjen är den mycket tillbakagragen och ses vanligast först när den sjunger, antingen från sittplats eller i en kort sångflykt.

### Familjetillhörighet
Gräsfåglarna behandlades tidigare som en del av den stora familjen sångare (Sylviidae). Genetiska studier har dock visat att sångarna inte är varandras närmaste släktingar. Istället är de en del av en klad som även omfattar timalior, lärkor, bulbyler, stjärtmesar och svalor. Idag delas därför Sylviidae upp i ett flertal familjer, däribland Locustellidae.

## Status
Arten har ett stort utbredningsområde och beståndet anses stabilt. Internationella naturvårdsunionen IUCN listar den därför som livskraftig (LC).